# Деалкілювання
Деалкілюва́ння (рос. деалкилирование, англ. dealkylation) — відщеплення алкільної групи від молекул із заміною її на атом Н (або без заміни). Хімічна реакція полегшується зі зростанням атомної маси елемента, з яким зв'язаний алкіл (C < N < O < S), і особливо легко відбувається у випадку онієвих форм: 
R–S–Me + a → R–SH
a: KSH, H2O